# Кардіфф Сіті Стедіум
«Кардіфф Сіті Стедіум» (англ. Cardiff City Stadium, валл. Stadiwm Dinas Caerdydd) — валлійський спортивний стадіон у Кардіффі.
На стадіоні проводять свої ігри футбольний клуб «Кардіфф Сіті», збірна Уельсу з футболу, з 2009 по 2012 роки — регбійний клуб «Кардіфф Блюз».